# لوسيو غونزاغا
لوسيو غونزاغا (7 أغسطس 1980 بساو باولو في البرازيل - ) هو لاعب كرة قدم برازيلي في مركز الوسط. لعب مع نادي راسينغ مونتيفيديو ونادي ساو كايتانو وCrystal Palace Baltimore ‏ وريو برانكو دي أندراداس ‏ ونادي آراكسا ‏ وBaltimore Blast ‏ وReal Maryland F.C. ‏.

## وصلات خارجية
- لوسيو غونزاغا على موقع قاعدة بيانات كرة القدم.إي يو (الإنجليزية)